# Хорхе Торельйо Гаррідо
Хорхе Торельо Гаррідо (ісп. Jorge Toriello Garrido; 1908–1998) — гватемальський підприємець та політичний діяч. Один з лідерів Революційної хунти, що правила у країні з 1944 до 1945 року.

## Життєпис
Освіту здобув у США, займався комерційною діяльністю та представляв у Гватемалі іноземні торгові компанії. 1951 року започаткував організацію добровільних пожежних та став її першим президентом.
Разом із братом Гільєрмо брав активну участь у жовтневій революції 1944 року, в результаті якої було усунуто від влади диктатора Хорхе Убіко. Деякий час займав пост міністра фінансів Гватемали. З 20 жовтня 1944 до 15 березня 1945 року разом із Хакобо Арбенсом та Франсіско Араною входив до складу урядової хунти. Брав участь у президентських виборах у грудні 1944. Обіймав посаду міністра закордонних справ у березні-грудні 1945 та лютому-червні 1954 року.
У 1980–1988 роках очолював Червоний Хрест Гватемали. Захоплювався авіацією та пілотажем, зробив значний внесок до розвитку цивільної авіації у Гватемалі.